# Mate Bilić
Mate Bilić (Spalato, 23 ottobre 1980) è un ex calciatore croato di ruolo attaccante.

## Carriera

### Club
Ha iniziato la sua carriera nel 1997 nella squadra della sua città, l'Hajduk Spalato, con cui ha vinto il campionato croato. Nel 2001 si è trasferito nella Liga spagnola al Real Saragozza.
Dal 2002 al 2006 ha giocato per Almería, Sporting Gijón, Córdoba e UE Lleida, tutti club che giocavano nella Segunda División spagnola.
Nel giugno 2006 Bilić ha firmato un contratto con il Rapid Vienna nella Bundesliga austriaca. Nel gennaio 2008 il calciatore è tornato allo Sporting Gijón.

### Nazionale
Siccome i suoi genitori provengono da Tomislavgrad, in Bosnia ed Erzegovina, poteva essere convocato sia nella Nazionale bosniaca sia in quella croata, che ha scelto di rappresentare.
Ha esordito nella nazionale maggiore croata il 14 ottobre 2009 contro il Kazakistan e il 14 novembre 2009 ha segnato le prime reti con la Croazia nell'amichevole contro il Liechtenstein.

## Statistiche

### Cronologia presenze e reti in nazionale
| Cronologia completa delle presenze e delle reti in nazionale ― Croazia | Cronologia completa delle presenze e delle reti in nazionale ― Croazia | Cronologia completa delle presenze e delle reti in nazionale ― Croazia | Cronologia completa delle presenze e delle reti in nazionale ― Croazia | Cronologia completa delle presenze e delle reti in nazionale ― Croazia | Cronologia completa delle presenze e delle reti in nazionale ― Croazia | Cronologia completa delle presenze e delle reti in nazionale ― Croazia | Cronologia completa delle presenze e delle reti in nazionale ― Croazia |
| Data                                                                   | Città                                                                  | In casa                                                                | Risultato                                                              | Ospiti                                                                 | Competizione                                                           | Reti                                                                   | Note                                                                   |
| ---------------------------------------------------------------------- | ---------------------------------------------------------------------- | ---------------------------------------------------------------------- | ---------------------------------------------------------------------- | ---------------------------------------------------------------------- | ---------------------------------------------------------------------- | ---------------------------------------------------------------------- | ---------------------------------------------------------------------- |
| 14-10-2009                                                             | Astana                                                                 | Kazakistan                                                             | 1 – 2                                                                  | Croazia                                                                | Qual. Mondiali 2010                                                    | -                                                                      | 68’                                                                    |
| 14-11-2009                                                             | Vinkovci                                                               | Croazia                                                                | 5 – 0                                                                  | Liechtenstein                                                          | Amichevole                                                             | 2                                                                      | 79’                                                                    |
| 3-3-2010                                                               | Bruxelles                                                              | Belgio                                                                 | 0 – 1                                                                  | Croazia                                                                | Amichevole                                                             | -                                                                      | 70’                                                                    |
| 19-5-2010                                                              | Klagenfurt                                                             | Austria                                                                | 0 – 1                                                                  | Croazia                                                                | Amichevole                                                             | 1                                                                      | 65’                                                                    |
| 23-5-2010                                                              | Osijek                                                                 | Croazia                                                                | 2 – 0                                                                  | Galles                                                                 | Amichevole                                                             | -                                                                      | 51’                                                                    |
| 9-10-2010                                                              | Tel Aviv                                                               | Israele                                                                | 1 – 2                                                                  | Croazia                                                                | Qual. Euro 2012                                                        | -                                                                      | 77’                                                                    |
| 12-10-2010                                                             | Zagabria                                                               | Croazia                                                                | 2 – 1                                                                  | Norvegia                                                               | Amichevole                                                             | -                                                                      | 67’                                                                    |
| Totale                                                                 |                                                                        | Presenze                                                               | 7                                                                      |                                                                        | Reti                                                                   | 3                                                                      |                                                                        |

| Cronologia completa delle presenze e delle reti in nazionale ― Croazia under 21 | Cronologia completa delle presenze e delle reti in nazionale ― Croazia under 21 | Cronologia completa delle presenze e delle reti in nazionale ― Croazia under 21 | Cronologia completa delle presenze e delle reti in nazionale ― Croazia under 21 | Cronologia completa delle presenze e delle reti in nazionale ― Croazia under 21 | Cronologia completa delle presenze e delle reti in nazionale ― Croazia under 21 | Cronologia completa delle presenze e delle reti in nazionale ― Croazia under 21 | Cronologia completa delle presenze e delle reti in nazionale ― Croazia under 21 |
| Data                                                                            | Città                                                                           | In casa                                                                         | Risultato                                                                       | Ospiti                                                                          | Competizione                                                                    | Reti                                                                            | Note                                                                            |
| ------------------------------------------------------------------------------- | ------------------------------------------------------------------------------- | ------------------------------------------------------------------------------- | ------------------------------------------------------------------------------- | ------------------------------------------------------------------------------- | ------------------------------------------------------------------------------- | ------------------------------------------------------------------------------- | ------------------------------------------------------------------------------- |
| 1-9-2000                                                                        | Charleroi                                                                       | Belgio under 21                                                                 | 2 – 1                                                                           | Croazia under 21                                                                | Qual. Europeo Under-21 2002                                                     | 1                                                                               |                                                                                 |
| 10-10-2000                                                                      | Koprivnica                                                                      | Croazia under 21                                                                | 3 – 1                                                                           | Scozia under 21                                                                 | Qual. Europeo Under-21 2002                                                     | -                                                                               | 90+4’                                                                           |
| 24-4-2001                                                                       | Čakovec                                                                         | Croazia under 21                                                                | 2 – 2                                                                           | Grecia under 21                                                                 | Amichevole                                                                      | -                                                                               | 73’                                                                             |
| 31-8-2001                                                                       | Glasgow                                                                         | Scozia under 21                                                                 | 1 – 1                                                                           | Croazia under 21                                                                | Qual. Europeo Under-21 2002                                                     | 1                                                                               | 51’                                                                             |
| 5-10-2001                                                                       | Velika                                                                          | Croazia under 21                                                                | 1 – 0                                                                           | Belgio under 21                                                                 | Qual. Europeo Under-21 2002                                                     | -                                                                               |                                                                                 |
| 10-11-2001                                                                      | Spalato                                                                         | Croazia under 21                                                                | 1 – 1                                                                           | Rep. Ceca under 21                                                              | Qual. Europeo Under-21 2002                                                     | -                                                                               |                                                                                 |
| 13-11-2001                                                                      | Teplice                                                                         | Rep. Ceca under 21                                                              | 0 – 0                                                                           | Croazia under 21                                                                | Qual. Europeo Under-21 2002                                                     | -                                                                               | 63’                                                                             |
| Totale                                                                          |                                                                                 | Presenze                                                                        | 7                                                                               |                                                                                 | Reti                                                                            | 2                                                                               |                                                                                 |

| Cronologia completa delle presenze e delle reti in nazionale ― Croazia under 20 | Cronologia completa delle presenze e delle reti in nazionale ― Croazia under 20 | Cronologia completa delle presenze e delle reti in nazionale ― Croazia under 20 | Cronologia completa delle presenze e delle reti in nazionale ― Croazia under 20 | Cronologia completa delle presenze e delle reti in nazionale ― Croazia under 20 | Cronologia completa delle presenze e delle reti in nazionale ― Croazia under 20 | Cronologia completa delle presenze e delle reti in nazionale ― Croazia under 20 | Cronologia completa delle presenze e delle reti in nazionale ― Croazia under 20 |
| Data                                                                            | Città                                                                           | In casa                                                                         | Risultato                                                                       | Ospiti                                                                          | Competizione                                                                    | Reti                                                                            | Note                                                                            |
| ------------------------------------------------------------------------------- | ------------------------------------------------------------------------------- | ------------------------------------------------------------------------------- | ------------------------------------------------------------------------------- | ------------------------------------------------------------------------------- | ------------------------------------------------------------------------------- | ------------------------------------------------------------------------------- | ------------------------------------------------------------------------------- |
| 18-5-2000                                                                       | Križevci                                                                        | Slovenia under 20                                                               | 0 – 4                                                                           | Croazia under 20                                                                | Amichevole                                                                      | 2                                                                               | cap.                                                                            |
| Totale                                                                          |                                                                                 | Presenze                                                                        | 1                                                                               |                                                                                 | Reti                                                                            | 2                                                                               |                                                                                 |

| Cronologia completa delle presenze e delle reti in nazionale ― Croazia under 19 | Cronologia completa delle presenze e delle reti in nazionale ― Croazia under 19 | Cronologia completa delle presenze e delle reti in nazionale ― Croazia under 19 | Cronologia completa delle presenze e delle reti in nazionale ― Croazia under 19 | Cronologia completa delle presenze e delle reti in nazionale ― Croazia under 19 | Cronologia completa delle presenze e delle reti in nazionale ― Croazia under 19 | Cronologia completa delle presenze e delle reti in nazionale ― Croazia under 19 | Cronologia completa delle presenze e delle reti in nazionale ― Croazia under 19 |
| Data                                                                            | Città                                                                           | In casa                                                                         | Risultato                                                                       | Ospiti                                                                          | Competizione                                                                    | Reti                                                                            | Note                                                                            |
| ------------------------------------------------------------------------------- | ------------------------------------------------------------------------------- | ------------------------------------------------------------------------------- | ------------------------------------------------------------------------------- | ------------------------------------------------------------------------------- | ------------------------------------------------------------------------------- | ------------------------------------------------------------------------------- | ------------------------------------------------------------------------------- |
| 22-4-1998                                                                       | Sugiez                                                                          | Svizzera under 19                                                               | 0 – 0                                                                           | Croazia under 19                                                                | Qual. Europeo Under-19 1998                                                     | -                                                                               | 51’                                                                             |
| 7-10-1998                                                                       | Michalovce                                                                      | Croazia under 19                                                                | 4 – 3                                                                           | Slovacchia under 19                                                             | Qual. Europeo Under-19 1999                                                     | -                                                                               |                                                                                 |
| 9-10-1998                                                                       | Vranov nad Topľou                                                               | Croazia under 19                                                                | 1 – 0                                                                           | Finlandia under 19                                                              | Qual. Europeo Under-19 1999                                                     | -                                                                               | 14’                                                                             |
| 11-10-1998                                                                      | Michalovce                                                                      | Malta under 19                                                                  | 0 – 9                                                                           | Croazia under 19                                                                | Qual. Europeo Under-19 1999                                                     | 1                                                                               |                                                                                 |
| 24-3-1999                                                                       | Pola                                                                            | Croazia under 19                                                                | 0 – 4                                                                           | Francia under 19                                                                | Qual. Europeo Under-19 1999                                                     | -                                                                               |                                                                                 |
| 12-5-1999                                                                       | Clermont-Ferrand                                                                | Francia under 19                                                                | 1 – 2                                                                           | Croazia under 19                                                                | Qual. Europeo Under-19 1999                                                     | 1                                                                               |                                                                                 |
| Totale                                                                          |                                                                                 | Presenze                                                                        | 6                                                                               |                                                                                 | Reti                                                                            | 2                                                                               |                                                                                 |

## Palmarès

### Club
- Campionato croato: 1

Hajduk Spalato: 2000-2001
- Coppa di Croazia: 1

Hajduk Spalato: 1999-2000